# UCI Africa Tour 2016
L'UCI Africa Tour 2016 fu la dodicesima edizione dell'UCI Africa Tour, uno dei cinque circuiti continentali di ciclismo dell'Unione Ciclistica Internazionale. Era composto da trentatré corse che si tennero tra dicembre 2015 e ottobre 2016 in Africa.

## Calendario

### Dicembre
| Data | Prova         | Cat. | Vincitore        | Squadra |
| ---- | ------------- | ---- | ---------------- | ------- |
| 28-2 | Tour d'Égypte | 2.2  | Mounir Makhchoun | Marocco |

### Gennaio
| Data  | Prova                     | Cat. | Vincitore    | Squadra        |
| ----- | ------------------------- | ---- | ------------ | -------------- |
| 18-24 | La Tropicale Amissa Bongo | 2.2  | Adrien Petit | Direct Énergie |

### Febbraio
| Data | Prova                            | Cat. | Vincitore                | Squadra |
| ---- | -------------------------------- | ---- | ------------------------ | ------- |
| 24   | Campionati africani - Cronometro | CC   | Mouhssine Lahsaini       | Marocco |
| 26   | Campionati africani - In linea   | CC   | Issak Tesfom Okubamariam | Eritrea |

### Marzo
| Data  | Prova                                | Cat. | Vincitore            | Squadra                     |
| ----- | ------------------------------------ | ---- | -------------------- | --------------------------- |
| 4     | Circuit International d'Alger        | 1.2  | Jesús Alberto Rubio  | Skydive Dubai-Al Ahli Club  |
| 5-7   | Tour Internationale d'Oranie         | 2.2  | Luca Wackermann      | Al Nasr-Dubai               |
| 8     | Grand Prix de la Ville d'Oran        | 1.2  | Tomas Vaitkus        | Al Nasr-Dubai               |
| 10-12 | Tour International de Blida          | 2.2  | Hichem Chaabane      | Velo Club Sovac Algerie     |
| 12-20 | Tour du Cameroun                     | 2.2  | Mohmed Amine Errafai | Marocco                     |
| 13-16 | Tour International de Setif          | 2.2  | Essaïd Abelouache    | Al Nasr-Dubai               |
| 17    | Criterium International de Setif     | 1.2  | Adil Barbari         | Al Nasr-Dubai               |
| 19-22 | Tour Internationale d'Annaba         | 2.2  | Luca Wackermann      | Al Nasr-Dubai               |
| 23-25 | Tour International de Constantine    | 2.2  | Tomas Vaitkus        | Al Nasr-Dubai               |
| 26    | Circuit International de Constantine | 1.2  | Joseph Areruya       | Ruanda                      |
| 28    | Criterium International de Blida     | 1.2  | Nassim Saidi         | Al Marakeb Pro Cycling Team |

### Aprile
| Data  | Prova                             | Cat. | Vincitore          | Squadra                       |
| ----- | --------------------------------- | ---- | ------------------ | ----------------------------- |
| 1-10  | Tour du Maroc                     | 1.2  | Stefan Schumacher  | Christina Jewelry Pro Cycling |
| 16    | Fenkil Northern Red Sea Challenge | 1.2  | Michael Habtom     | Team Salina                   |
| 17    | Massawa Circuit                   | 1.2  | Tesfom Okubamariam | Sharjah Team                  |
| 19-23 | Tour Eritrea                      | 2.2  | Merhawi Goitom     | Eritrea                       |
| 23-30 | Tour du Sénégal                   | 2.2  | Abdallah Benyoucef | Algeria                       |
| 24    | Asmara Circuit                    | 1.2  | Yonas Fissahaye    | Eritrea                       |

### Maggio
| Data  | Prova                                             | Cat. | Vincitore             | Squadra                     |
| ----- | ------------------------------------------------- | ---- | --------------------- | --------------------------- |
| 5     | Challenge du Prince - Trophée Princier            | 1.2  | Thomas Vauborzeix     | Lupus Racing Team           |
| 7     | Challenge du Prince - Trophée de l'Anniversaire   | 1.2  | Soufiane Sahbaoui     | Centre Maroc                |
| 8     | Challenge du Prince - Trophée de la Maison Royale | 1.2  | Mouhssine Lahsaini    | Al Marakeb Pro Cycling Team |
| 21-25 | Tour de Tunisie                                   | 2.2  | Abderrahmane Mansouri | Sharjah Team                |

### Agosto
| Data | Prova                       | Cat. | Vincitore    | Squadra |
| ---- | --------------------------- | ---- | ------------ | ------- |
| 28-2 | Tour Ethiopian Meles Zenawi | 2.2  | Tedros Redae |         |

### Settembre
| Data  | Prova                                           | Cat. | Vincitore          | Squadra |
| ----- | ----------------------------------------------- | ---- | ------------------ | ------- |
| 24-30 | Tour de Côte d'Ivoire-Tour de la Réconciliation | 2.2  | Mohcine El Kouraji | Marocco |

### Ottobre
| Data  | Prova                   | Cat. | Vincitore     | Squadra                        |
| ----- | ----------------------- | ---- | ------------- | ------------------------------ |
| 12-16 | Grand Prix Chantal Biya | 2.2  | Martial Roman | Selection Auvergne Rhône Alpes |

## Classifiche
Classifiche finali.
| Pos. | Corridore          | Squadra       | Punti |
| ---- | ------------------ | ------------- | ----- |
| 1    | Issak Tesfom Okub. | Sharjah Team  | 432   |
| 2    | Adil Barbari       | Al Nasr-Dubai | 284   |
| 3    | Soufiane Haddi     | Skydive       | 281   |
| 4    | Abderrah. Mansouri | Sharjah Team  | 244   |
| 5    | Mouhssine Lahsaini |               | 219   |
| 6    | Essaïd Abelouache  | Al Nasr-Dubai | 218   |
| 7    | Luca Wackermann    | Al Nasr-Dubai | 212   |
| 8    | Youcef Reguigui    | Dimension D.  | 200   |
| 9    | Elias Afewerki     | Sharjah Team  | 192   |
| 10   | Tomas Vaitkus      | Al Nasr-Dubai | 180   |

| Pos. | Squadra                      | Punti |
| ---- | ---------------------------- | ----- |
| 1    | Al Nasr Pro Cycling T.-Dubai | 1034  |
| 2    | Sharjah Team                 | 1027  |
| 3    | Skydive Dubai-Al Ahli Club   | 588   |
| 4    | Dimension Data for Qhubeka   | 457   |
| 5    | Direct Énergie               | 214   |
| 6    | Fortuneo-Vital Concept       | 203   |
| 7    | Stradalli-Bike Aid           | 193   |
| 8    | Lupus Racing Team            | 102   |
| 9    | Al Marakeb Pro Cycling Team  | 93    |
| 10   | Unieuro-Wilier               | 90    |

| Pos. | Nazione        | Punti  |
| ---- | -------------- | ------ |
| 1    | Eritrea        | 1521   |
| 2    | Marocco        | 1336   |
| 3    | Algeria        | 1277   |
| 4    | Sudafrica      | 884    |
| 5    | Ruanda         | 502    |
| 6    | Tunisia        | 404    |
| 7    | Etiopia        | 343    |
| 8    | Egitto         | 164,32 |
| 9    | Namibia        | 142    |
| 10   | Costa d'Avorio | 81     |